# Chrám Pokrovu na Něrli
Chrám Pokrovu na Něrli (rusky Церковь Покрова на Нерли), někdy též chrám Panny Marie Pomocné na Něrli, je pravoslavný chrám z 12. století, nacházející se asi 1,5 km za obcí Bogoljubovo ve Vladimirské oblasti Ruska. Od roku 1992 je v rámci Bílých památek Vladimiru a Suzdalu zanesen na seznam světového dědictví UNESCO.

## Historie
Při dataci založení chrámu se dlouho vycházelo z životopisu Život Andreje Bogoljubského (poč. 18. stol.), kde se uvádí, že chrám dal kníže vystavět na památku svého zemřelého syna Izjaslava Andrejeviče roku 1165. Nejnovější výzkumy založené na analýze starších pramenů však určují jako datum založení chrámu již rok 1158.
Podle kronikářů stáli za vznikem chrámu titíž stavitelé, vyslaní přítelem knížete Bogoljubského Fridrichem I. Barbarossou, kteří vztyčili také chrám Zesnutí přesvaté Bohorodice v nedalekém Vladimiru. Bogoljubský chrám byl zasvěcen svátku Pokrovu přesvaté Bohorodice, který se v Rusku začal prosazovat v polovině 12. století právě z iniciativy Andreje Bogoljubského.
Podle legendy byl bílý vápenec na stavbu přivezen knížetem Bogoljubským z Volžského Bulharska, které si podmanil. To však vyvrací jak historická fakta, tak i petrografická analýza kamene.
Později byl chrám přičleněn k nedalekému Bogoljubskému klášteru. To se mu málem stalo osudným, neboť představený kláštera chtěl roku 1784 nechat chrám rozebrat na materiál pro stavbu klášterní zvonice, protože jeho provoz vynášel málo peněz. Nakonec však naštěstí kvůli nedostatku prostředků z výstavby zvonice sešlo a svatostánek zůstal na svém místě.
Roku 1992 byl v rámci Bílých památek Vladimiru a Suzdalu zanesen na seznam světového dědictví UNESCO. Louka, na které se nachází, se stala přírodně-krajinnou památkou pod ochranou státu a k chrámu byla zbudována stylová cestička. V současnosti slouží jak k bohoslužebným, tak i k muzeálním účelům.

## Architektura chrámu
Chrám byl původně vystavěn na soutoku Něrlu a Kljazmy (dnes už však Něrl vtéká do Kljazmy na jiném místě), důležité křižovatce vodních obchodních cest. Protože toto nížinaté místo bylo často zaplavováno rozvodněnými řekami, stavba byla založena na uměle vytvořené vyvýšenině, která ji dodnes úspěšně chrání před velkou vodou. Samotný svatostánek stojí na unikátních 5 m hlubokých základech z kamenných kvádrů, aby při rozlivu řeky nebyla ohrožena jeho statika.
Původně chrám obklopovala ještě nízká galerie, která se však nedochovala. Zdi jsou sice naprosto svislé, budí však dojem, jako by směrem nahoru ustupovaly, čímž vzniká iluze, že je chrám větší, než ve skutečnosti je. Stavba je často vyzdvihována pro své dokonalé proporce.
Zdi jsou vyzdobeny výraznými reliéfy, z nichž hlavní zobrazuje biblického krále Davida s psaltériem v jedné ruce, druhou rukou žehnajícího, obklopeného lvy a bájnými gryfy. Původní fresky se dochovaly až do roku 1877, kdy však byla při rekonstrukci oklepána původní vnitřní omítka.

## Galerie

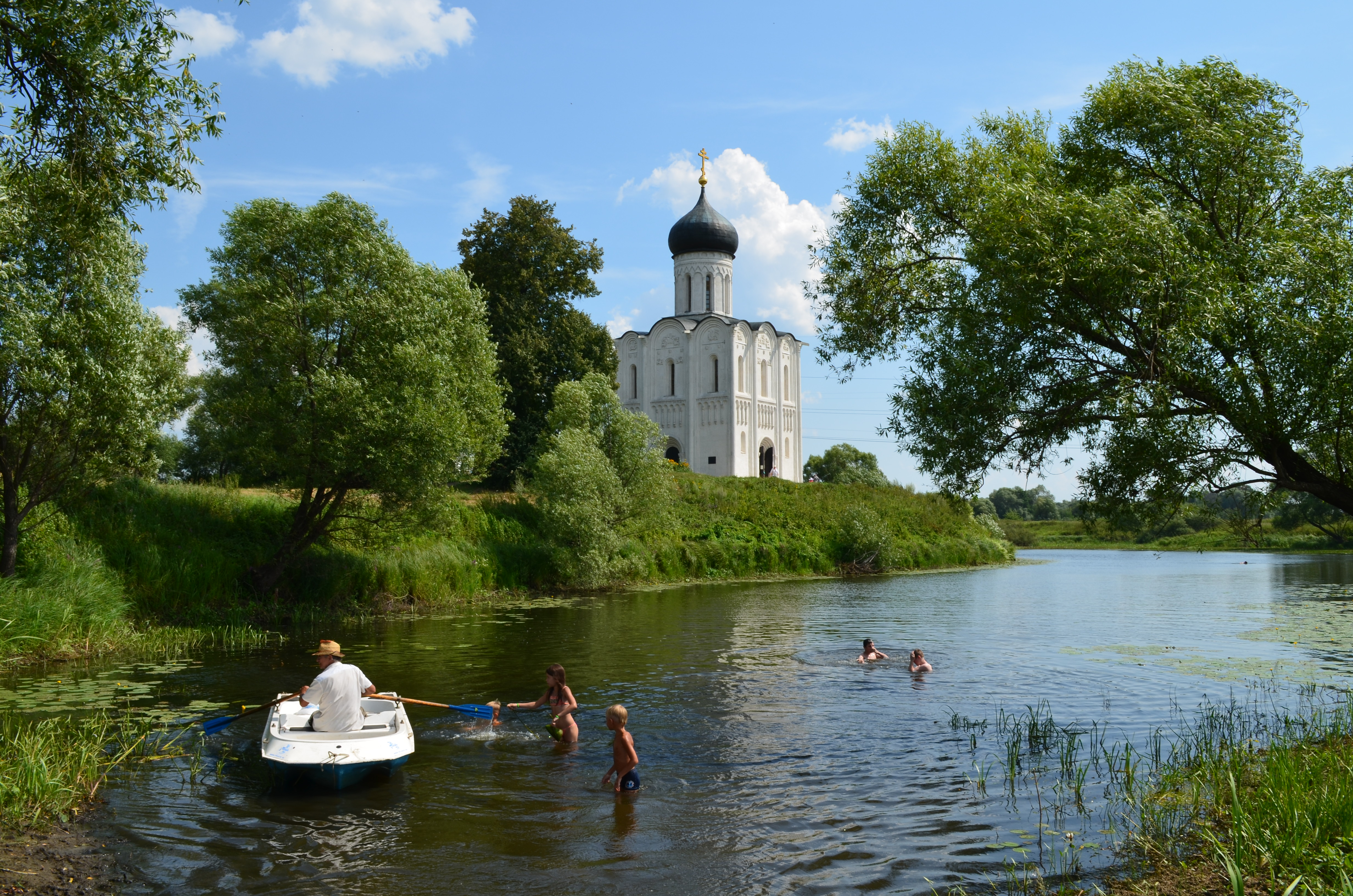
Chrám a řeka Něrl
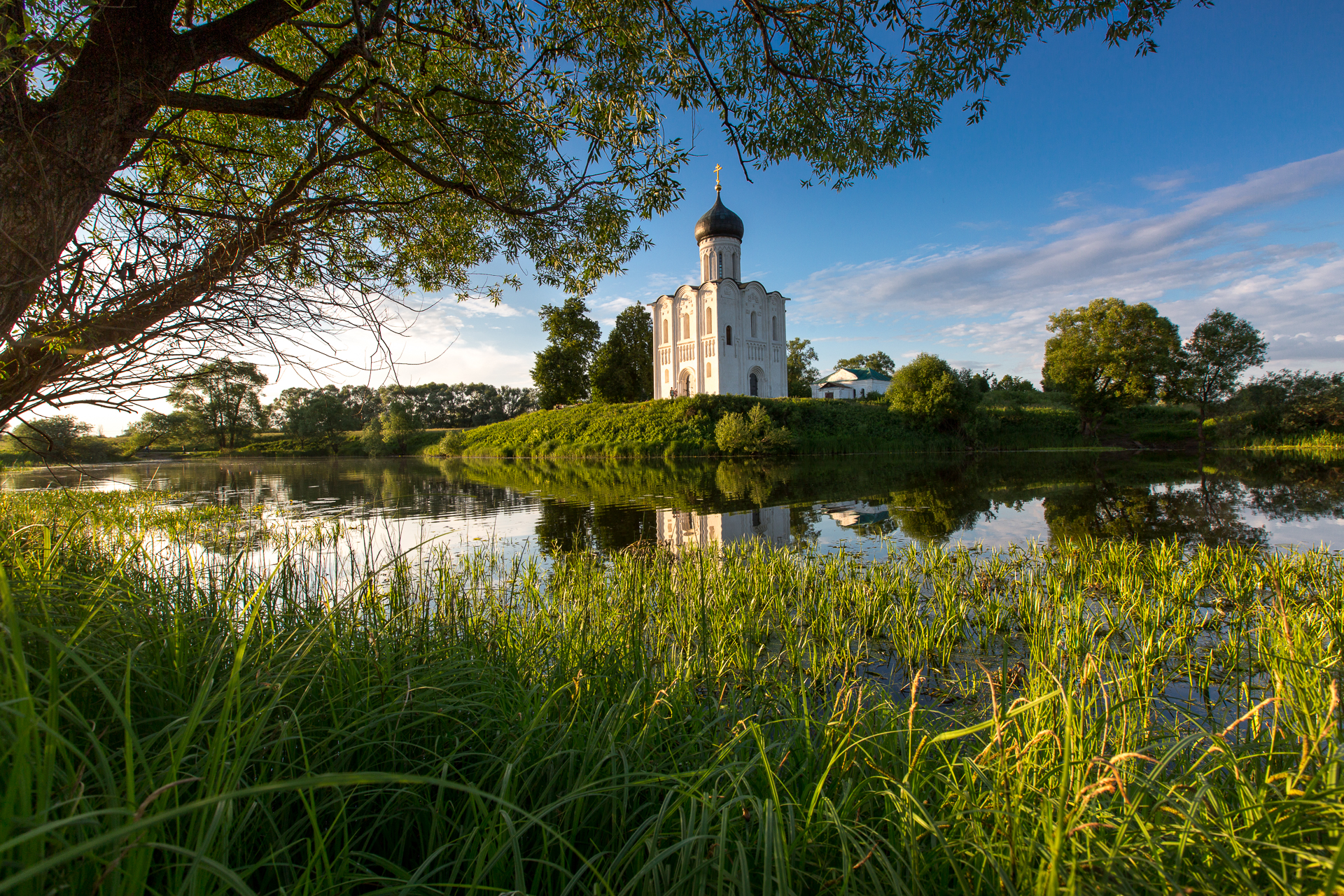
Umělá vyvýšenina nad řekou
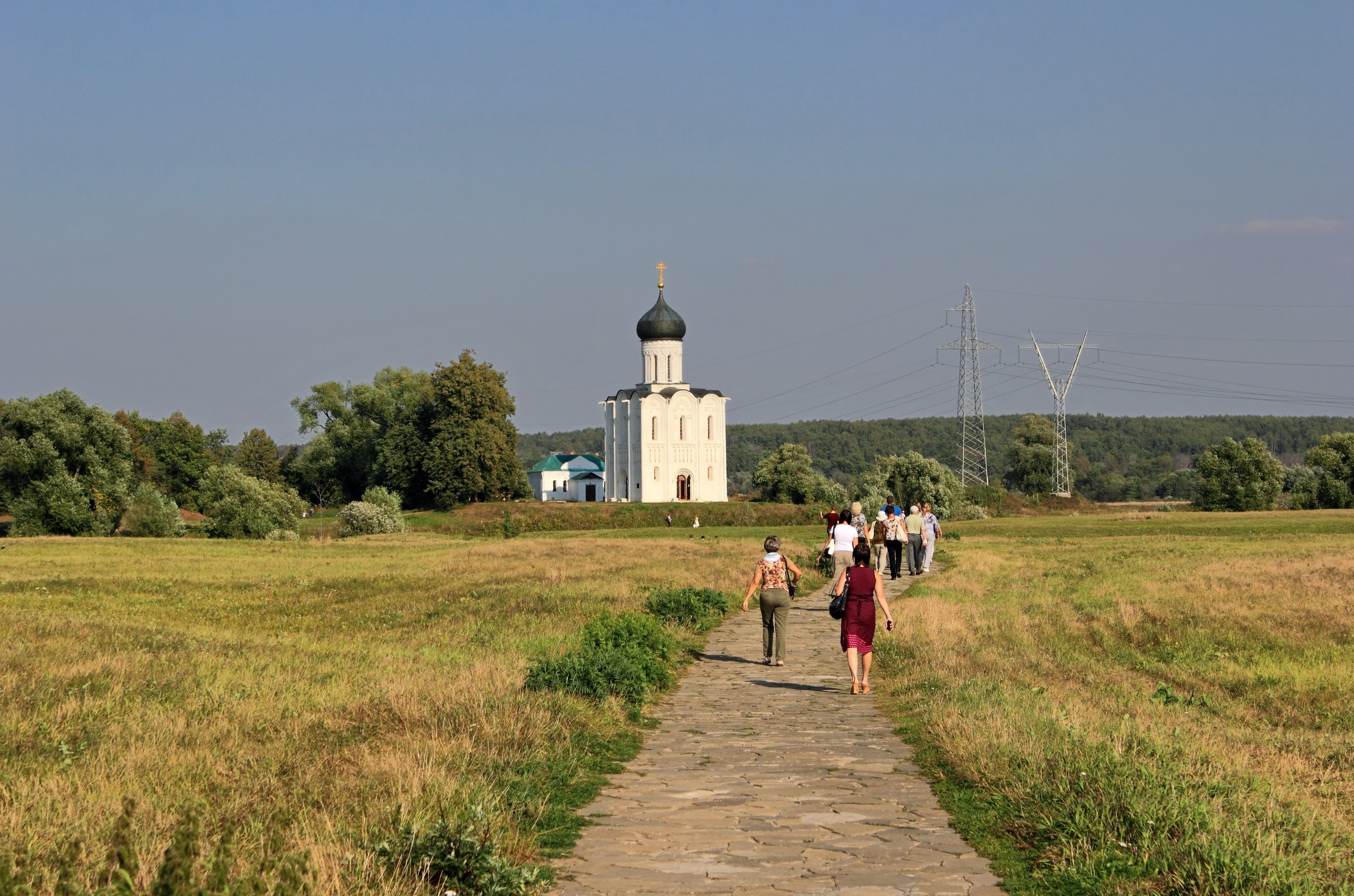
Cesta k chrámu
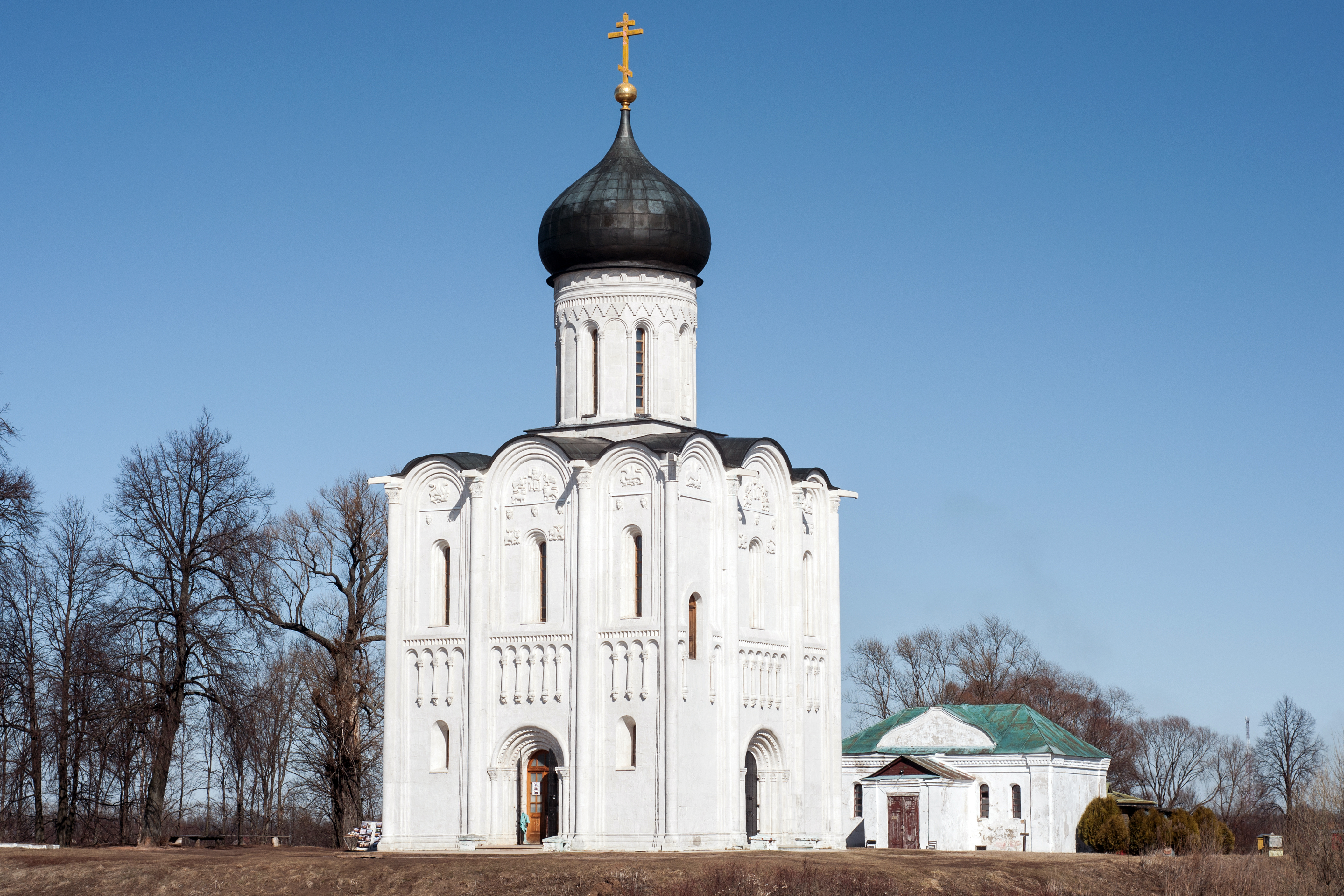
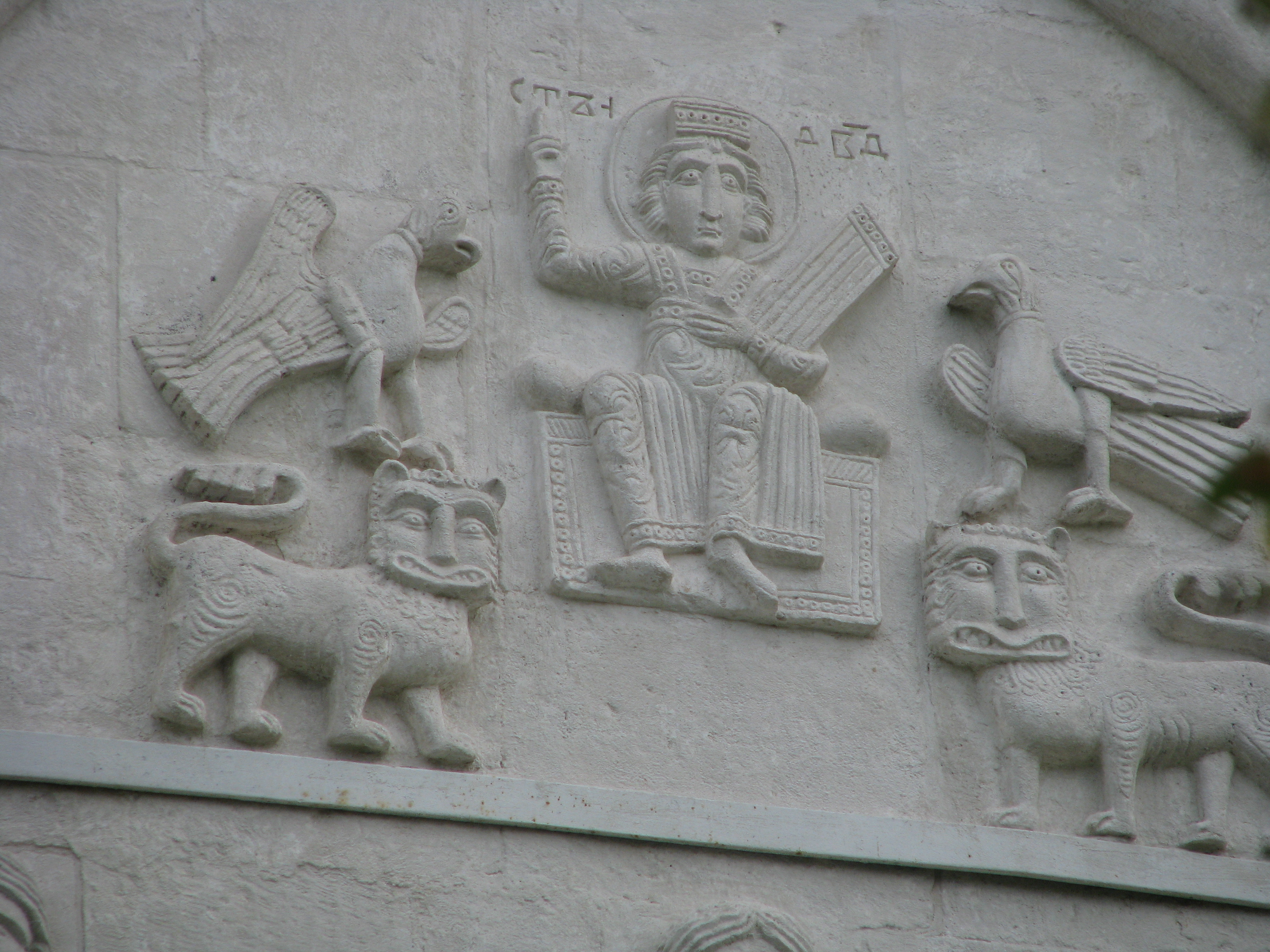
Král David, lvi a gryfové
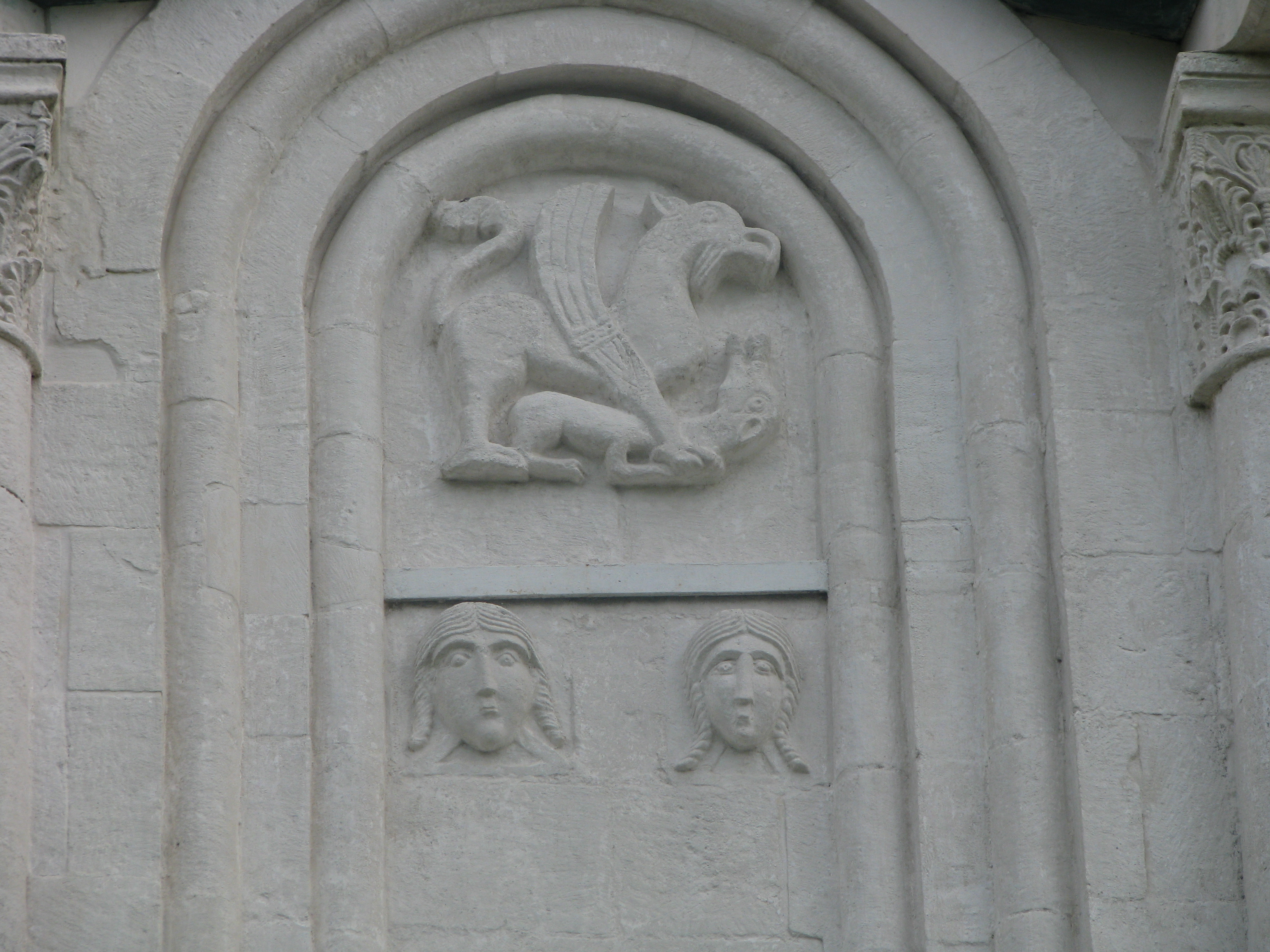
Reliéfy na stěnách
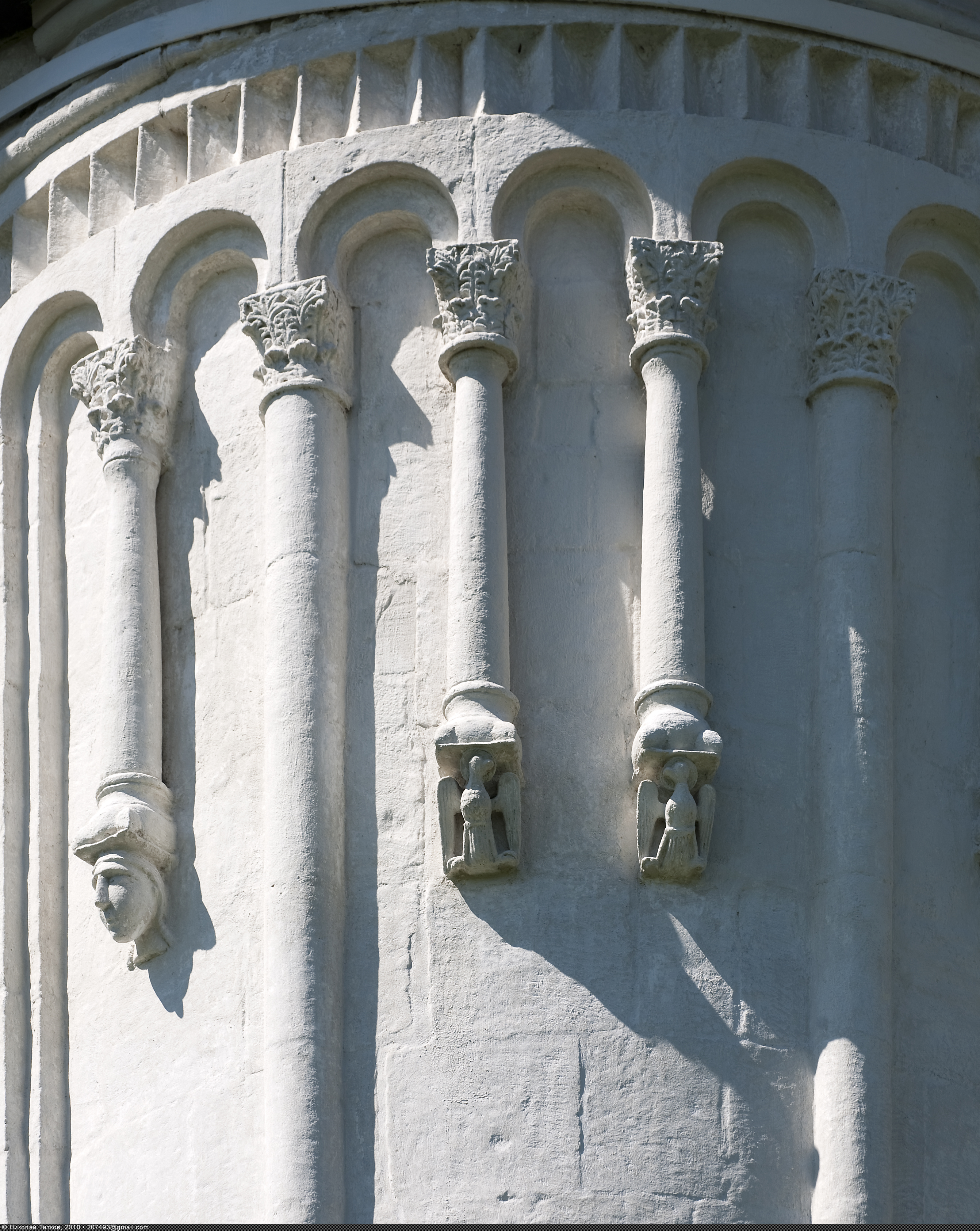
Reliéfy na stěnách
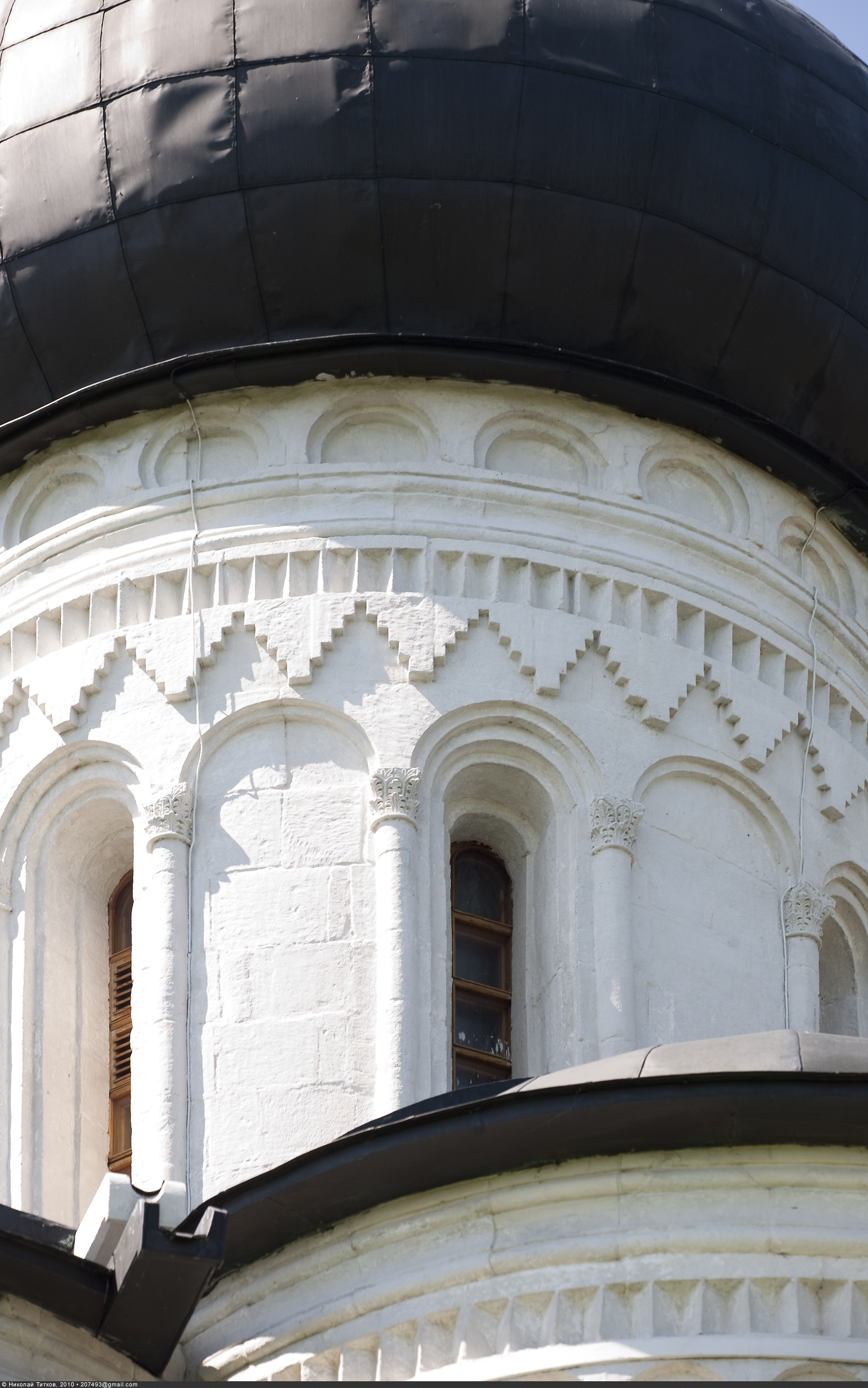
Detail věže
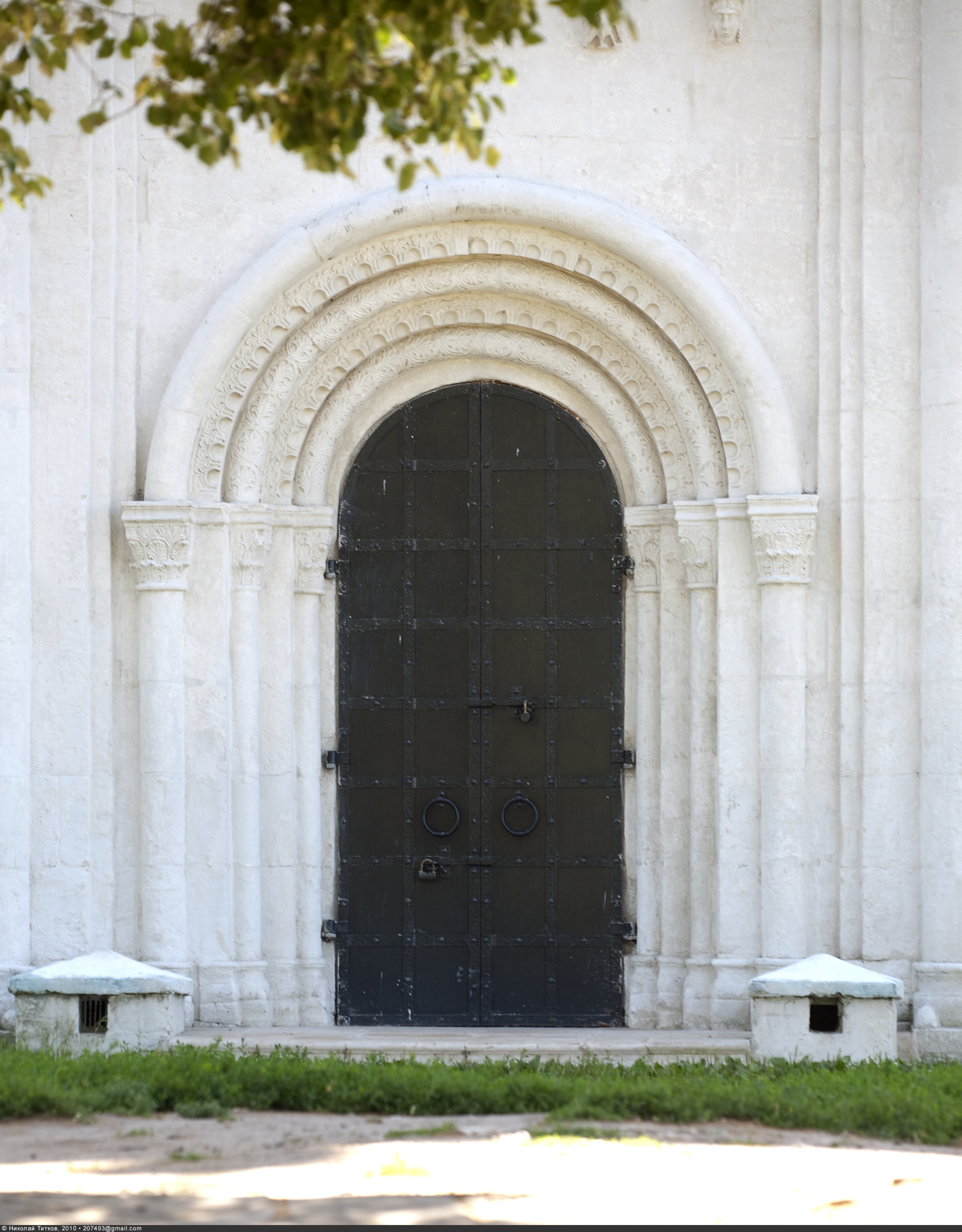
Vchod
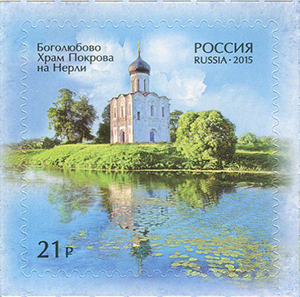
Chrám na poštovní známce